# Jan Wolfgarten
Jan Wolfgarten (ur. 17 marca 1982) – niemiecki pływak, mistrz Europy (basen 25 m).
Specjalizuje się na dłuższych dystansach w stylu dowolnym. Jego największym dotychczasowym sukcesem jest złoty medal mistrzostw Europy na krótkim basenie w Stambule w 2009 roku na 1500 m kraulem.